# Richard Pollack
Richard M. Pollack (25 janvier 1935 – 18 septembre 2018,) est un mathématicien américain spécialiste de géométrie combinatoire.

## Carrière
Il obtient un PhD à l'université de New York sous la direction de Harold Nathaniel Shapiro avec une thèse intitulée « Some Tauberian Theorems in Elementary Prime Number Theory ». Il rejoint l'université de New York comme professeur. Il passe un semestre sabbatique à  Montréal avec Willy Moser, et passe la majeure partie de sa carrière comme professeur au Courant Institute of Mathematical Sciences de l'université de New York, où il est professeur émérite jusqu'à sa mort

## Contributions
Richard Pollack a travaillé en combinatoire extrémale, notamment avec Paul Erdős et János Pach ; en géométrie algébrique réelle avec Saugata Basu et Marie-Françoise Roy,,,
Pollack a également travaillé en  géométrie discrète,,,,,,,,,,. Son article avec Jacob E. Goodman comprend les premières bornes non triviales sur le nombre de types d'ordre et de polytopes et une généralisation du théorème de la transversale de Hadwiger à des dimensions supérieures. Lui et Goodman sont les rédacteurs fondateurs de la revue Discrete & Computational Geometry.
En combinatoire, Pollack publie plusieurs articles avec Paul Erdős et János Pach,.
En géométrie algébrique réelle, Pollack écrit une série d'articles avec Saugata Basu et Marie-Françoise Roy,,, ainsi qu'un livre.

## Récompenses
En 2003, un recueil d'articles de recherche originaux en géométrie discrète et computationnelle intitulé Discrete and Computational Geometry: The Goodman–Pollack Festschrift est publié en hommage à Jacob E. Goodman et Richard Pollack à l'occasion de leur 2/3 × 100 anniversaires.
En 2012, il devient membre de l'American Mathematical Society.
Un numéro spécial commémoratif de 556 pages de Discrete & Computational Geometry pour Pollack est publié en octobre 2020.